# أولاد احمد بالعربي (أولاد معاشو العيايدة)
أولاد احمد بالعربي هو دُوَّار يقع بجماعة راس العين، إقليم اليوسفية، جهة مراكش آسفي في المملكة المغربية. ينتمي الدوّار لمشيخة أولاد معاشو العيايدة التي تضم 16 دوار. يقدر عدد سكانه بـ 249 نسمة حسب الإحصاء الرسمي للسكان والسكنى لسنة 2004.

## روابط خارجية
- البوابة الوطنية للجماعات الترابية
- المندوبية السامية للتخطيط